# 唐毓秦
唐毓秦（1928年4月20日—），祖籍安徽省宿松縣，空軍官校第29期畢業。歷任中華民國空軍雷虎特技小組成員與副領隊、中華民國空軍第499聯隊聯隊長、中華民國空軍總部作戰署署長等職。中華民國航空史研究會於2016年10月出版《無痕-唐毓秦將軍口述回憶》。